# Seututie 273
Pour les articles homonymes, voir Route 273.
La route régionale 273 (finnois : Seututie 273) est une route régionale allant de Kankaanpää  jusqu'à Jalasjärvi à Kurikka en Finlande.

## Description
La Seututie 273 part de son croisement avec la route nationale 23, au village de Niinisalo à Kankaanpää puis traverse le village Kantti de Karvia, le centre de Karvia, le village de Sarvela, la rive ouest du lac Karvianjärvi jusqu'au village de Sara, d'où elle continue à  Ilvesjoki et Koskue. 
À Koskue, la route se termine en rencontrant la route nationale 3.